# Canottaggio ai Giochi della XV Olimpiade - Due di coppia maschile
La competizione del due di coppia maschile dei Giochi della XV Olimpiade si è svolta dal 20 al 23 luglio 1952 al bacino di Meilahti, Helsinki.

## Programma
| Data           | Round            | Note                                                   |
| -------------- | ---------------- | ------------------------------------------------------ |
| 20 luglio 1952 | Batterie         | I primi 2 alle semifinali. I restanti ai recuperi.     |
| 21 luglio 1952 | Recuperi         | I vincitori al secondo recupero.                       |
| 21 luglio 1952 | Semifinali       | I vincitori in finale. I restanti al secondo recupero. |
| 22 luglio 1952 | Secondo recupero | I vincitori in finale.                                 |
| 23 luglio 1952 | Finale           |                                                        |

## Risultati

### Batterie
| Pos. | Nazione   | Atleti                             | Tempo  |
| ---- | --------- | ---------------------------------- | ------ |
| 1    | Francia   | Jacques Maillet Achille Giovannoni | 7'00"1 |
| 2    | Germania  | Waldemar Beck Gerhard Füssmann     | 7'04"3 |
| 3    | Belgio    | Robert George Joseph Van Stichel   | 7'13"2 |
| 4    | Danimarca | Ebbe Parsner Aage Larsen           | 7'27"3 |

| Pos. | Nazione          | Atleti                         | Tempo  |
| ---- | ---------------- | ------------------------------ | ------ |
| 1    | Unione Sovietica | Heorhij Zhylin Ihor Jemchuk    | 7'02"5 |
| 2    | Uruguay          | Miguel Seijas Juan Rodríguez   | 7'06"9 |
| 3    | Svizzera         | Peter Stebler Emil Knecht      | 7'09"3 |
| 4    | Finlandia        | Keijo Koivumäki Eero Koivumäki | 7'19"5 |

| Pos. | Nazione       | Atleti                              | Tempo  |
| ---- | ------------- | ----------------------------------- | ------ |
| 1    | Italia        | Silvio Bergamini Lodovico Sommaruga | 7'01"3 |
| 2    | Stati Uniti   | Patrick Costello Walter Hoover      | 7'01"9 |
| 3    | Gran Bretagna | John MacMillan Peter Brandt         | 7'07"4 |
| 4    | Canada        | Robert H. Williams Derek Riley      | 7'19"3 |

| Pos. | Nazione        | Atleti                             | Tempo  |
| ---- | -------------- | ---------------------------------- | ------ |
| 1    | Argentina      | Tranquilo Capozzo Eduardo Guerrero | 7'04"4 |
| 2    | Cecoslovacchia | Antonín Malinkovič Jiří Vykoukal   | 7'11"6 |
| 3    | Australia      | John Rogers Murray Riley           | 7'16"7 |
| 4    | Svezia         | Tore Johansson Curt Brunnqvist     | 8'31"3 |

### Recuperi
| Pos. | Nazione  | Atleti                           | Tempo  |
| ---- | -------- | -------------------------------- | ------ |
| 1    | Belgio   | Robert George Joseph Van Stichel | 7'03"2 |
| 2    | Svizzera | Peter Stebler Emil Knecht        | 7'05"8 |
| 3    | Svezia   | Tore Johansson Curt Brunnqvist   | 7'11"4 |
| 4    | Canada   | Robert H. Williams Derek Riley   | 7'15"5 |

| Pos. | Nazione       | Atleti                         | Tempo  |
| ---- | ------------- | ------------------------------ | ------ |
| 1    | Australia     | John Rogers Murray Riley       | 7'03"0 |
| 2    | Gran Bretagna | John MacMillan Peter Brandt    | 7'04"4 |
| 3    | Danimarca     | Ebbe Parsner Aage Larsen       | 7'09"3 |
| 4    | Finlandia     | Keijo Koivumäki Eero Koivumäki | 7'12"0 |

### Semifinali
| Pos. | Nazione          | Atleti                             | Tempo  |
| ---- | ---------------- | ---------------------------------- | ------ |
| 1    | Cecoslovacchia   | Antonín Malinkovič Jiří Vykoukal   | 7'23"5 |
| 2    | Stati Uniti      | Patrick Costello Walter Hoover     | 7'24"3 |
| 3    | Unione Sovietica | Heorhij Zhylin Ihor Jemchuk        | 7'26"5 |
| 4    | Francia          | Jacques Maillet Achille Giovannoni | 7'29"5 |

| Pos. | Nazione   | Atleti                              | Tempo  |
| ---- | --------- | ----------------------------------- | ------ |
| 1    | Argentina | Tranquilo Capozzo Eduardo Guerrero  | 7'23"1 |
| 2    | Germania  | Waldemar Beck Gerhard Füssmann      | 7'36"3 |
| 3    | Italia    | Silvio Bergamini Lodovico Sommaruga | 7'36"7 |
| 4    | Uruguay   | Miguel Seijas Juan Rodríguez        | 8'04"0 |

### Secondo recupero
| Pos. | Nazione     | Atleti                         | Tempo  |
| ---- | ----------- | ------------------------------ | ------ |
| 1    | Uruguay     | Miguel Seijas Juan Rodríguez   | 7'01"7 |
| 2    | Stati Uniti | Patrick Costello Walter Hoover | 7'03"6 |
| 3    | Australia   | John Rogers Murray Riley       | 7'13"1 |

| Pos. | Nazione  | Atleti                             | Tempo  |
| ---- | -------- | ---------------------------------- | ------ |
| 1    | Francia  | Jacques Maillet Achille Giovannoni | 7'06"3 |
| 2    | Germania | Waldemar Beck Gerhard Füssmann     | 7'08"2 |
| 3    | Belgio   | Robert George Joseph Van Stichel   | 7'25"8 |

| Pos. | Nazione          | Atleti                              | Tempo  |
| ---- | ---------------- | ----------------------------------- | ------ |
| 1    | Unione Sovietica | Heorhij Zhylin Ihor Jemchuk         | 7'07"5 |
| 2    | Italia           | Silvio Bergamini Lodovico Sommaruga | 7'16"0 |

### Finale
| Pos.    | Nazione          | Atleti                             | Tempo  |
| ------- | ---------------- | ---------------------------------- | ------ |
| Oro     | Argentina        | Tranquilo Capozzo Eduardo Guerrero | 7'32"2 |
| Argento | Unione Sovietica | Heorhij Zhylin Ihor Jemchuk        | 7'38"3 |
| Bronzo  | Uruguay          | Miguel Seijas Juan Rodríguez       | 7'43"7 |
| 4       | Francia          | Jacques Maillet Achille Giovannoni | 7'46"8 |
| 5       | Cecoslovacchia   | Antonín Malinkovič Jiří Vykoukal   | 7'53"8 |